# Refranche
Refranche is een plaats in het Franse departement Doubs in de gemeente Éternoz-Vallée-du-Lison.

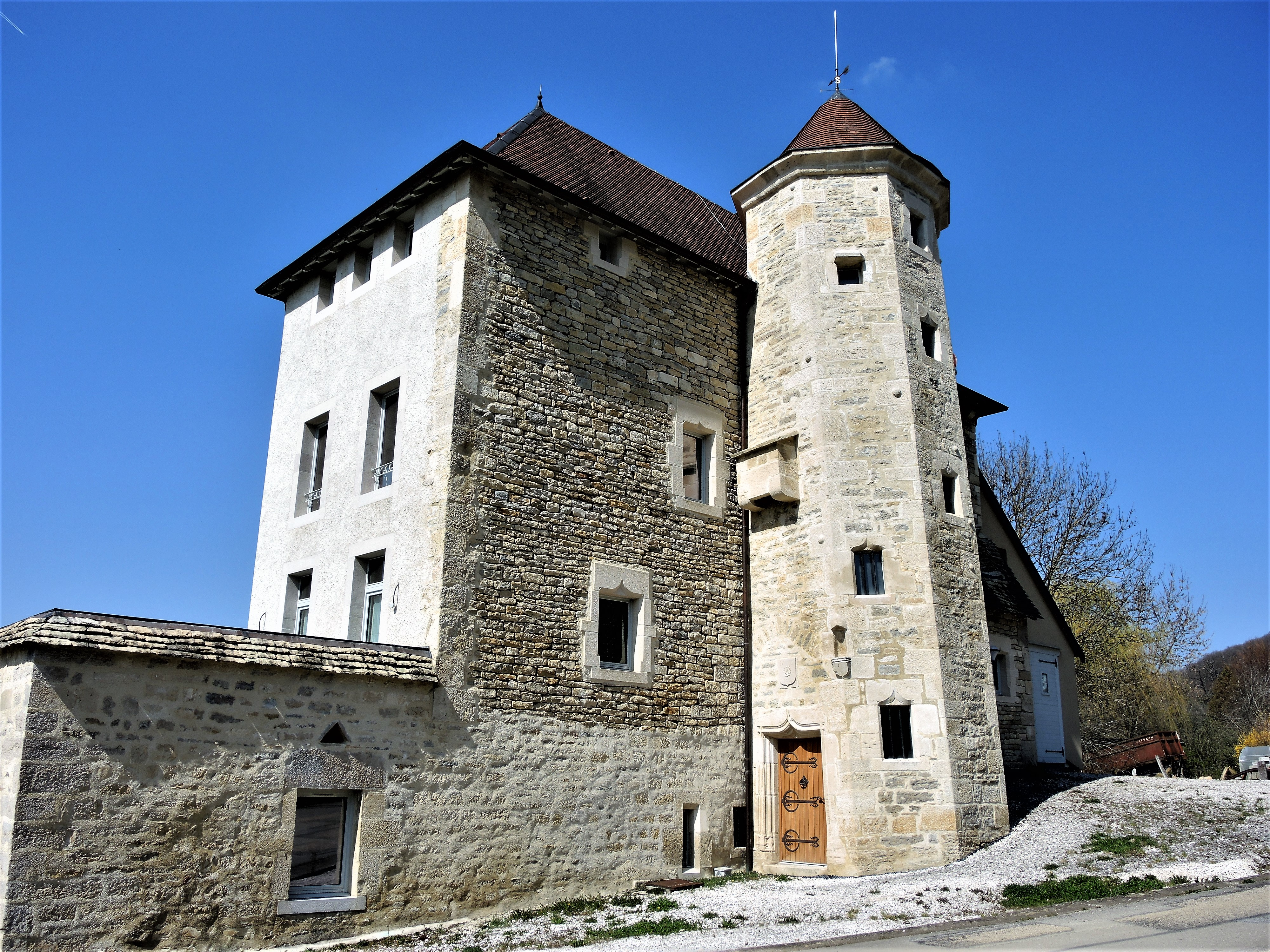
Het kasteel van Refranche

## Geschiedenis
Op 1 januari 1973 fuseerde de gemeente met Alaise, Coulans-sur-Lison, Doulaize en Éternoz in een fusion-association tot de gemeente Éternoz. Dit hield in dat Refranche als commune associée nog enige mate van zelfstandigheid behield. Éternoz fuseerde op 1 januari 2025 met de gemeente Saraz tot de commune nouvelle Éternoz-Vallée-du-Lison en hierbij werd de status van Refranche aangepast naar commune déléguée van de nieuwe gemeente.
Alaise · Coulans-sur-Lison · Doulaize · Éternoz · Refranche · Saraz